# ダークホース (慣用句)
ダークホース (英: dark horse) は、あまり知られていなかった人物や物が、複数のライバルを含む競争などの特定の状況下で、突如として存在を示すこと、または、理論上の確率は低いものの、成功する可能性を秘めた競技者を指す慣用句である。
日本国内においては、語源である競馬における実力未知数の穴馬を指す用語として使われている。

## 語源
この用語は、競馬において、あまり知られておらず、賭け金を配分することが難しい競走馬を指して使用されていた。初出としては、1831年のベンジャミン・ディズレーリの小説『若き公爵』 (The Young Duke) が知られている。ディズレーリは、主人公セントジェームス公爵が驚くべき結果となった競馬に参加した場面を、以下のように記述した。
セントジェームスがリストを確認したこともないほど油断していた、予想外のダークホースが、圧倒的勝利で特別観覧席の前を駆け抜けた。—Benjamin Disraeli、The Young Duke

## 政治
この用語は、イラン、フィリピン、ロシア、エジプト、フィンランド、カナダ、イギリス、アメリカなどの国々で、政治的な文脈の中で使用されている。
政治的な用例は、19世紀のアメリカに端を発し、1844年の民主党の大統領予備選挙で多くの有名候補者を破りながらも、知名度が低かったテネシー州の政治家ジェームズ・ポークを指す言葉として初めて使われた。ポークは党大会の9回目の投票で指名を勝ち取り、大統領選挙でも勝利をおさめ、第11代のアメリカ合衆国大統領となった。

## その他の用例
アカデミー賞において、意外な作品のノミネートに対し、ダークホースと呼ぶことがある。
ビートルズのジョージ・ハリスンは、グループ解散後の1974年に自らのレコードレーベルとしてダーク・ホース・レコードを立ち上げ、そこでリリースしたアルバムや曲名にも「ダークホース」を使用した。
各種スポーツにおいては、予想以上の活躍をしたチームやアスリートに対して使われ、例えばサッカーにおいては、ワールドカップなどの大舞台で想像以上の結果を残したチームをダークホースと称している。